# إليزابيث (اسم)
إليزابيث (بالإنجليزية: Elizabeth) هو اسم أنثى إنجليزي ومعناه المكرسة للرب.

## شخصيات تحمل الاسم
- إليزابيث الأولى ملكة إنجلترا
- إليزابيث الثانية
- إليزابيث ملكة بلجيكا
- إليزابيث إمبراطورة النمسا
- إليزابيث يورك
- إليزابيث كورك
- إليزابيث فيليب الفرنسية
- إليزابيث كوك
- إليزابيث أوكس سميث